# Тлакепаке
Тлакепаке (на испански: Tlaquepaque) е град в щата Халиско, Мексико. Тлакепаке е с население от 575 942 жители (по данни от 2010 г.) и обща площ от 270,90 км². Гъстотата на населението е 2306 жители/км².

## Побратимени градове
- Глендейл (Калифорния, САЩ)
- Спрингфийлд (Мисури, САЩ)